# 唐海镇
唐海镇，是河北省唐山市曹妃甸区下辖的一个乡镇级行政单位，也是曹妃甸区政府驻地。

## 行政区划
唐海镇下辖以下地区：
西南庄村、青年坨村、酄里村、西新庄村、东新庄村、柳树庄村、梁家厂村、王风坨村、芦井庄村和安子庄村。